# Stephen Miller (Leichtathlet)
Stephen James Miller (* 27. Mai 1980 in Newcastle upon Tyne) ist ein britischer Leichtathlet im Behindertensport. Über mehr als eineinhalb Jahrzehnte galt er im Keulenwurf – dem Behindertensport-Äquivalent zum Hammerwurf – als weltweit dominierender Sportler.
Miller kam mit infantiler Zerebralparese zur Welt und tritt deshalb in der Klassifizierungsgruppe F32 an (F = en. für field).

## Persönliches
Er besuchte zunächst die Percy Hedley School in seiner Geburtsstadt, die speziell auf behinderte Schüler ausgerichtet ist. Im Alter von neun Jahren wechselte er aber an die reguläre Southlands Middle School im nahen Cramlington und später an die Blyth Ridley High School in Blyth. Dort legte er sein General Certificate of Secondary Education sowie sein Advanced Level ab. Anschließend immatrikulierte er sich für ein Studium der Wirtschaftsinformatik an der Northumbria University und schloss dieses 2002 mit einem Bachelor of Science mit einem 2:1-Grad ab (second-class honours, upper division).
Miller lebt nach wie vor in Cramlington, Northumberland, und arbeitet halbtags als Web-Entwickler für das Queen Elizabeth Hospital Gateshead. Darüber hinaus betätigt er sich als Redner und Autor und ist Generalsekretär der Newcastle United Disabled Supporters Association. Im November 2013 gründete er die Community interest company SMILE Through Sport (SMILE = Stephen Miller Inspiring Learning and Enjoyment), deren Geschäftsführer er ist. Die Initiative richtet sich vornehmlich an Kinder und Jugendliche, Vereine, Schulen, Kommunen und andere Träger, und bietet unter anderem Trainings, Beratungen, Workshops und Hilfe bei Inklusion an. Miller ist ein Fan des Newcastle United, zählt Alan Shearer und Kevin Keegan zu seinen engsten Freunden und bekam vor den Paralympischen Spielen 2012 vom damaligen Newcastle-Trainer Alan Pardew ein Trikot als Glücksbringer geschenkt. Seit seinem dreizehnten Lebensjahr war Miller auf einen Rollstuhl angewiesen, im Frühjahr 2013 erlernte er das selbstständige Gehen neu.
2005 lernte er Rachel Toland (* 1983 oder 1984) kennen. Das Paar verlobte sich 2010 und heiratete im August 2013.

## Sportliche Karriere
Als Initialzündung für seine sportliche Laufbahn und seinen Wunsch nach olympischen Erfolgen benennt Miller den Sieg seines Landsmannes Linford Christie im 100-Meter-Lauf bei den Olympischen Sommerspielen 1992 in Barcelona. Dieses Erlebnis habe ihn inspiriert und mit den Idealen der olympischen Bewegung in Kontakt gebracht.
Bereits als Teenager gehörte Miller zur Weltelite seines Sports. Bei den Paralympischen Sommerspielen 1996 in Atlanta sicherte er sich mit Weltrekordweite und mehr als drei Meter Vorsprung auf den Zweitplatzierten erstmals den Titel im Keulenwurf. Er wurde damit zum bislang jüngsten Briten, der jemals eine olympische Goldmedaille gewinnen konnte. Anschließend blieb er in dieser Disziplin bis 2005 bei allen Wettkämpfen, zu denen er antrat, ungeschlagen. Den Weltrekord hielt er bis 2008 und verbesserte ihn selbst mehrfach.
In den folgenden Jahren konnte Miller seinen paralympischen Titel 2000 in Sydney und 2004 in Athen verteidigen, 2008 in Peking musste er sich allerdings mit Silber zufriedengeben. Darüber hinaus wurde er je dreimal Welt- und Europameister. Zudem trat er mit wechselndem Erfolg auch im Diskuswurf an und kann hier unter anderem eine Goldmedaille bei den Europameisterschaften 2003 verbuchen.
Im Vorfeld der Paralympischen Sommerspiele 2012 im eigenen Land galt Miller als große Medaillenhoffnung und wurde zum Mannschaftskapitän des 294 Athleten umfassenden britischen Teams ernannt. Aufgrund einer Hüftgelenksverletzung konnte er jedoch nicht an vorherige Leistungen anknüpfen und blieb hinter den Erwartungen zurück: Im Keulenwurf reichten seine drei ersten Würfe nicht für den Einzug ins Finale und er beendete den Wettkampf auf dem elften Platz. Zum Diskuswurf war er nicht angetreten. Nach den Spielen unterzog er sich im Oktober 2012 einer Operation, während der ihm ein künstliches Hüftgelenk eingesetzt wurde. Daraufhin strich ihm der britische Leichtathletik-Verband UK Athletics (UKA) im November gleichen Jahres sämtliche Fördergelder, da er nicht mehr als Medaillenhoffnung angesehen wurde. Eine Teilnahme an den Weltmeisterschaften 2013 im französischen Lyon kam wegen des noch laufenden Rehabilitationsprozesses nicht in Frage; im August 2014 konnte sich Miller allerdings bei den Europameisterschaften in Swansea bereits wieder die Silbermedaille im Keulenwurf sichern. Weniger glücklich verlief im Oktober 2015 hingegen seine Teilnahme an den Weltmeisterschaften in Doha, der Hauptstadt Katars. Eine Bestweite von 29,65 Metern reichte dort nur für den vierten Platz.
Neben den Erfolgen bei den drei „großen“ Wettbewerben sammelte Miller auch bei anderen Veranstaltungen Medaillen, beispielsweise bei den Cerebral Palsy World Games und den Cerebral Palsy European Athletics Championships.

## Auszeichnungen
- 1996: Cerebral Palsy Sport England & Wales Athlete of the Year
- 1997: Northern Rock North East Special Achievement Award
- 2000: Cerebral Palsy Sport England & Wales Athlete of the Year
- 2000: Northern Rock North East Disabled Sports Personality of the Year
- 2000: Sport Aid Special Achievement Award
- 2000: Gateshead Harriers Athletics Club Life Membership
- 2001: Chronicle Young Achievers Sports Award
- 2003: Npower Disabled Sportsman of the Year
- 2003: Cerebral Palsy Sport Athlete of the Year
- 2003: North East Disabled Sports Personality of the Year
- 2004: Npower Services to Disabled Sport Award
- 2004: Chronicle Young Sports Achiever of the Year
- 2004: Sport Aid North East Sports Personality of the Year
- 2004: Cerebral Palsy Sport Athlete of the Year
- 2005: Sport Aid Northern Personality of the Year
- 2005: Sport Newcastle Frank Brennan Trophy
- 2005: Npower Disabled Sportsman of the Year
- 2005: Duke of Edinborough Gold award
- 2005: Freedom of Blyth Valley Borough
- 2006: Sport Newcastle Sports Personality of the Year
- 2006: North East Disabled Sports Personality of the Year
- 2008: Ehrendoktor in öffentlichem Recht der Northumbria University
- 2013: Freedom of Gateshead

## Publikationen
- Miller: Paralympian. My Autobiography. Tonto Books, Newcastle upon Tyne 2008, ISBN 978-0-9556326-1-7.